# Айокескский сапотекский язык
Айокескский сапотекский язык (Ayoquesco Zapotec, Western Ejutla Zapotec, Zapoteco de Santa María Ayoquesco) — сапотекский язык, на котором говорят в городах Сан-Андрес-Сабаче, Сан-Мартин-Лачила, Санта-Крус-Нехила, Санта-Мария-Айокеско штата Оахака в Мексике.